# Archäologisches Nationalmuseum Umbrien
Das Archäologische Nationalmuseum Umbrien (italienisch Museo archeologico nazionale dell’Umbria) ist eines der bedeutendsten italienischen archäologischen Museen. Es befindet sich in Perugia.
Das Haus wurde im ehemaligen Konvent an der Basilica di San Domenico eingerichtet, die im Kern südlich der Stadtmauer von Perugia im 13. Jahrhundert entstand. Im 15. Jahrhundert wurde daneben die heutige Basilika errichtet.

## Geschichte

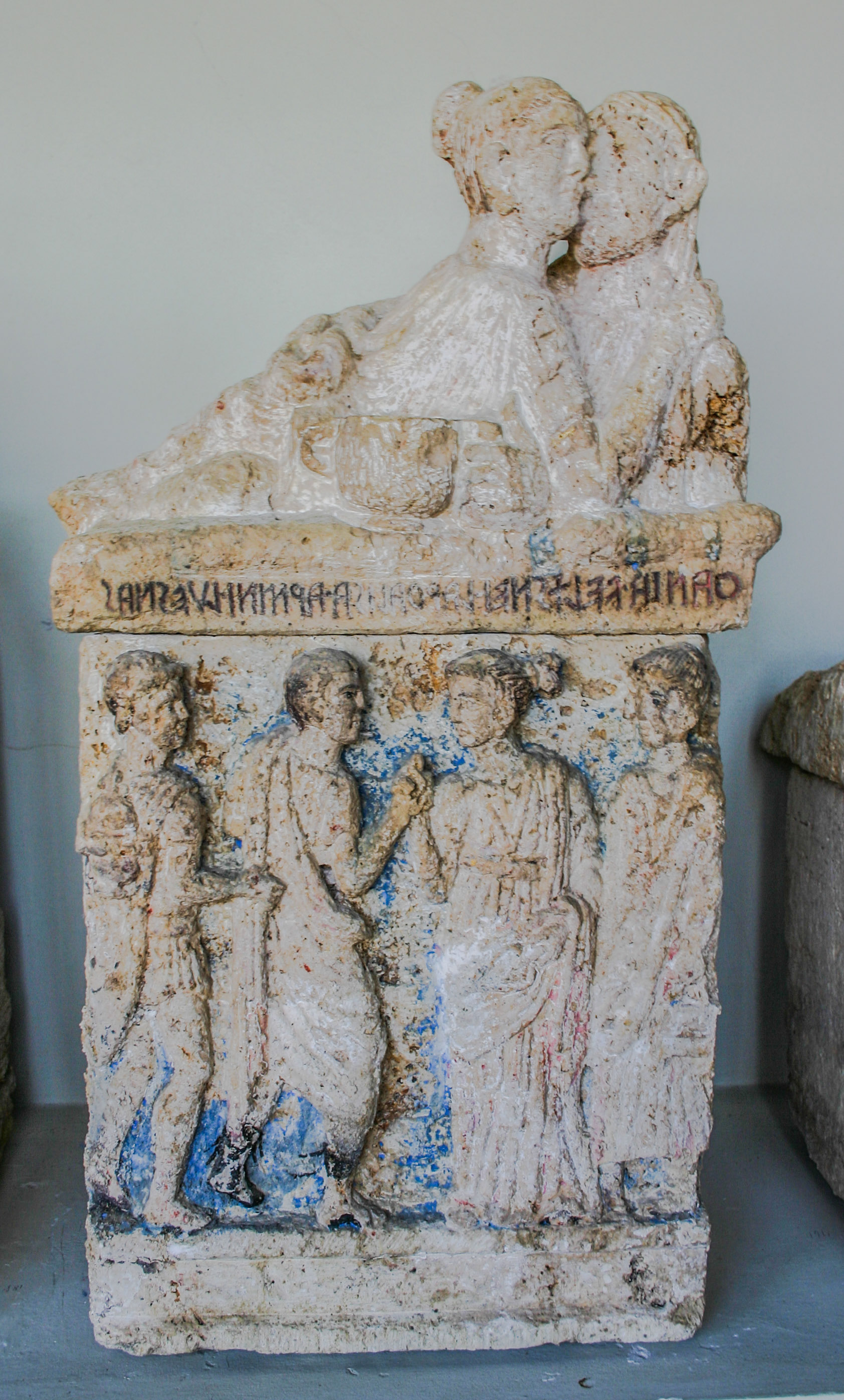
Etruskische Bestattungsurne mit küssendem Paar, darunter ihre Hochzeitszeremonie

Die Geschichte des Museums reicht bis zur Erbschaft des Peruginer Grafen Francesco Filippo Friggeri zurück, der seiner Heimatstadt 1790 seine Sammlung vermachte. Diese wurde zunächst im Palazzo dei Priori ausgestellt. 
Dem ersten Professor für Archäologie an der Universität Perugia, Giovan Battista Vermiglioli (1769–1848), verdankt das Haus zahlreiche etruskische Exponate, wobei sich Kommune und Universität die Verwaltung der Stücke teilten und sie im Convento di Montemorcino, dem Sitz der heutigen Università degli Studi di Perugia ausstellten. Vermiglioli verdankt das Haus bedeutende Stücke, wie den Sarkophag des Sperandio, den Cippo perugino oder die Bronzen des Castel S. Mariano. Aus dieser Sammlung ging das Museo delle Antichità der Universität Perugia hervor.
Die späteren Archäologen und Inhaber des lokalen Lehrstuhls Ariodante Fabretti (1846–1849), Giancarlo Conestabile (1850–1877), Giovan Battista Rossi Scotti (1877–1885) und Luigi Carattoli (1885–1894), die allesamt von der Peruginer Universität stammten, vermachten dem Haus weitere Exponate aus Grabungen und Erwerbungen, darunter prähistorische und etruskische Stücke aus dem Besitz von Mariano Guardabassi (1823–1880).
Nach einer kurzen Zeit der Leitung durch eine Kommission wurde Giuseppe Bellucci Direktor des Hauses bis zu seinem Tod im Jahr 1921. Er war zugleich mehrfach Rektor der Universität. Seine Erben verkauften seine urgeschichtliche Sammlung an Provinz und Kommune sowie den Staat. 
Erst 1948 wurden die archäologischen Exponate in besagtem Konvent zusammengeführt. Dies geschah unter Leitung des Direktors Umberto Calzoni, der das Haus von 1925 bis 1958 leitete. Calzoni bereicherte das Haus vor allem um urgeschichtliche Artefakte, die aus seinen Grabungen in Umbrien, aber auch am toskanischen Monte Cetona stammten. Im Juli 1938 wurde das Museo Preistorico dell'Italia Centrale eröffnet; die etruskisch-römische Sammlung verblieb zu dieser Zeit noch in den Magazinen. Die Zusammenführung gelang erst nach dem Zweiten Weltkrieg. Eine minuziöse Beschreibung der Bestände entstand durch Walter Briziarelli, den Assistenten der Direktion. 
1957 gingen die Exponate vom Besitz der Kommune in denjenigen des Staates über, der ab 1960 auch für die Direktorate zuständig wurde. 1964 entstand die Soprintendenza alle Antichità dell’Umbria, die spätere Soprintendenza per i Beni Archeologici dell’Umbria. Damit kamen weitere Exponate aus verschiedenen Sammlungen ins Haus, nämlich aus einer Reihe von Grabungen unter Federführung der besagten Soprintendenza.
Die urgeschichtlichen Stücke befanden sich zu dieser Zeit in einer Galerie im Eingangsbereich, dazu in einer mittleren Galerie, in acht Sälen und im Salone dei Bronzi. Das etruskisch-römische Museum befand sich hingegen im ebenerdigen Portikus, in einer Galerie des ersten Stockes des Klosters, dem lapidario, sowie in zahlreichen Vitrinen des Salone Archeologico. Hinzu kamen das Gabinetto Numismatico und das sogenannte Depositario. Diese Räume dienten als Magazine und waren der Öffentlichkeit nicht zugänglich. Das Haus blieb von den Veränderungen durch die staatlichen Institutionen, die eine breitere regionale Streuung der Museen veranlasste, zunächst weitgehend unberührt. Infolge des Erdbebens von 1997 musste ein Teil der Säle zusätzlich geschlossen werden; auch wurden Sicherungs- und Renovierungsmaßnahmen notwendig. 1998 kehrte die (möglicherweise wiederverwendete) Statue des Germanicus nach zwei Jahrzehnten der Restaurierung nach Perugia zurück, doch wurde sie auf erheblichen Druck entsprechend der Streuungsbemühungen der Soprintendenza dauerhaft an das Museo Civico Archeologico di Amelia ausgeliehen, womit die Statue an den Ort der Auffindung, nämlich Amelia in der Provinz Terni zurückkehrte.
Im Jahr 2000 gelang die Rekonstruktion des Grabmals der Cutu, das 1993 in Perugia entdeckt worden war. Das Konzept entsprach einer Idee, wie sie für die Germanicus-Statue gleichfalls vorgesehen war, nämlich einer Exposition unterhalb des Museums. Im selben Jahr wurde für die Bellucci-Sammlung, der bedeutendsten und geschlossensten Sammlung von Amuletten und magischen Objekten Italiens, eine eigene Abteilung geschaffen. 
2009 kam es im Vorfeld einer Ausstellung über die Umbrer zu einer Neustrukturierung des Museums, denn nun folgte das Konzept des Hauses unter einer neuen Leitung der Soprintendenza unter Mariarosaria Salvatore nicht mehr dem Zugang einzelner Sammlungen, sondern einem chronologischen Prinzip. Dennoch wurden auch thematische Schwerpunkte gebildet, vor allem im Kloster, dem Chiostro maggiore. Hinzu kam eine neue Website in vier Sprachen. Ohne die lokale Cassa di Risparmio di Perugia wäre die Finanzierung des Konzepts von Salvatore nicht möglich gewesen. In gewissem Maße reduzieren auch Energieeinsparungsmaßnahmen die Kosten. Sowohl Wissen über die Objekte, als auch allgemeine Informationen können über das lokale, drahtlose Netzwerk abgerufen werden.

## Ausstellungsstruktur („Besucherpfade“)
Das Ausstellungskonzept sieht acht Sektionen vor, die überwiegend einer chronologischen Ordnung folgen, darüber hinaus aber den Vergleich erleichtern wollen. 

### Der Chiostro maggiore
Im Chiostro maggiore und seinem Kreuzgang befinden sich etruskische Urnen und Inschriften aus römischer Zeit, die in verschiedenen Sälen ausgestellt sind. Darunter befindet sich eine Inschrift, die – nach der Zerstörung der Stadt durch Parteigänger Octavians (Augustus) im Jahr 41 v. Chr. – anlässlich der Wiedererrichtung Perugias (Perusia restituta) aufgestellt worden war. Auch befindet sich hier die bedeutende Amulettsammlung von Giuseppe Bellucci, dann eine numismatische Sammlung, die vom 3. bis zum 19. Jahrhundert reicht, Goldschmuck, schließlich etruskische Funde aus dem Castel San Mariano und Fundstücke aus dem Grabmal der Cacni, die aus einer Sequestrierung von geraubtem Kulturgut des Jahres 2013 stammen.

### Von der Urgeschichte bis zur Geschichte Perugias

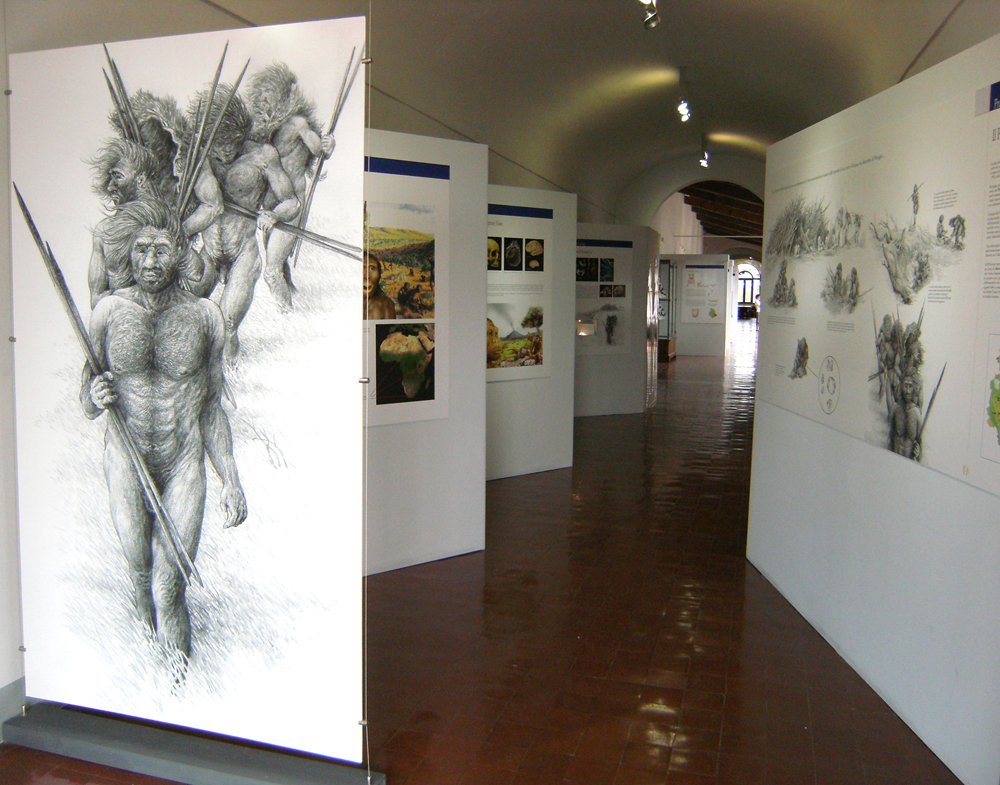
Eingang zur urgeschichtlichen Abteilung

Die sezione pre-protostorica, eingeleitet mit Schautafeln und Darbietungen der sich stark verändernden Landschaftsformen, und begleitet durch Vorführungen aus der experimentellen Archäologie, bietet Exponate aus dem Paläolithikum, das in Umbrien 500.000 bis 200.000 Jahre zurückreicht. Darunter befinden sich Steinwerkzeuge aus den Grabungen am Monte Peglia (San Venanzo, Provinz Terni), die auf die Anwesenheit des Neandertalers verweisen, der vor allem um Perugia, Norcia und Gubbio Spuren hinterließ. Um Perugia waren vor allem die Freilandstätten um die frazioni der Stadt, nämlich Pila, San Martino in Colle und Bosco, dann aber auch die Freilandstätten von Badiola und San Biagio della Valle (frazioni von Marsciano) ergiebig. Um San Vito in Monte, einer frazione von San Venanzo, fanden sich die wichtigsten Spuren zum Homo sapiens. Vor allem aus dem Epi-Gravettien (etwa 13.000 bis 11.000 v. Chr.) fanden sich die bedeutendsten Überreste in den acht Höhlen von Tane del Diavolo, an denen bereits Umberto Calzoni arbeitete, der bis 1958 Direktor des Museums war.
Dann folgen Artefakte aus dem Neolithikum, darunter Keramikstücke, schließlich aus der Bronzezeit, hier sind die Stücke aus der Höhle von Cetona hervorzuheben. Aus dem Neolithikum ragen Fundstücke aus dem unterirdischen, labyrinthartigen Komplex der Pozzi della Piana bei Orvieto hervor. Es handelt sich um eine Fundstätte, die zwischen dem 6. und 5. Jahrtausend v. Chr. wohl aus religiösen Gründen von vielen Gruppen in weitem Umkreis aufgesucht wurde. Aus der Kupfersteinzeit, die in Umbrien kaum belegbar ist, ist das Grab von San Biagio della Valle zu nennen; daneben bietet das Museum Pfeil-, Speer- und Lanzenspitzen sowie Dolche aus älteren Grabungen.

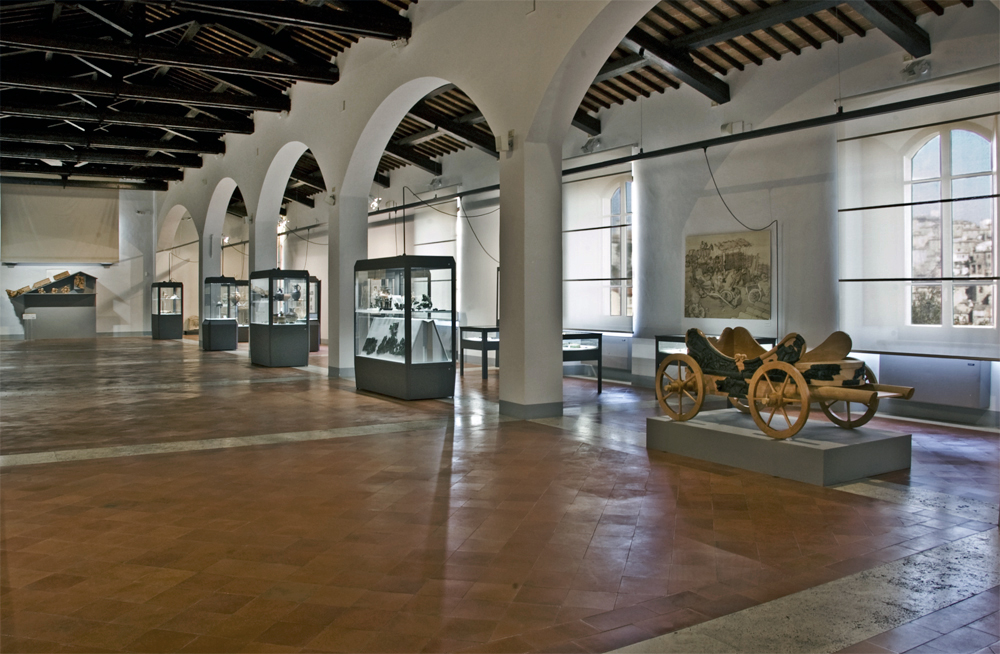
Der Saal zu den „Umbri ed Etruschi“

Die Etruskerabteilung (Salone Umbri-Etruschi) behandelt die in Umbrien lebenden Umbrer auf der linken Seite des Tibers sowie die Etrusker auf der rechten. Dieser Raum, seinerzeit noch Salone dei Bronzi genannt, diente der besagten Umbrer-Ausstellung, die den Umbau des Hauses auslöste. Die Anordnung der Exponate spiegelt nunmehr die territoriale Struktur wider, insofern als die etruskischen Stücke rechts des Zentralkorridors, die umbrischen links davon aufgestellt wurden. Auf diese Art kann der Besucher parallel beiden kulturellen Strängen vom 9. bis zum 2. Jahrhundert v. Chr. folgen.
Die Ausstellungsbereiche zur Geschichte Perugias bieten an Stücken aus der Nekropole den Sarkophag des Sperandio aus dem 6. Jahrhundert v. Chr., dazu attische Keramik und weitere Stücke, dann die eigentliche Stadtgeschichte, beginnend mit dem 8. Jahrhundert. 
Eines der zentralen Zeugnisse ist ein auf einem Bucchero-Fragment eingeritztes etruskisches Alphabet. Dieses wurde während der Bauarbeiten für den Palazzetto dello Sport in der Via Pellini entdeckt. Dieses älteste Alphabet der Stadt datiert an das Ende des 6. Jahrhunderts v. Chr.

### Sammlungen
Zu den Sammlungen des Hauses zählen die Collezione Guardabassi, die aus Siegeln besteht, dann die Collezione Giuseppe Bellucci (ur- und frühgeschichtliche Exponate), die Sammlung des ehemaligen Museumsleiters Umberto Calzoni aus den Höhlen von Cetona. Hinzu kommen Einzelstücke, wie ein 40.000 Jahre altes Bärenskelett eines Sammlers des 19. Jahrhunderts.

### Das Cutu-Grabmal

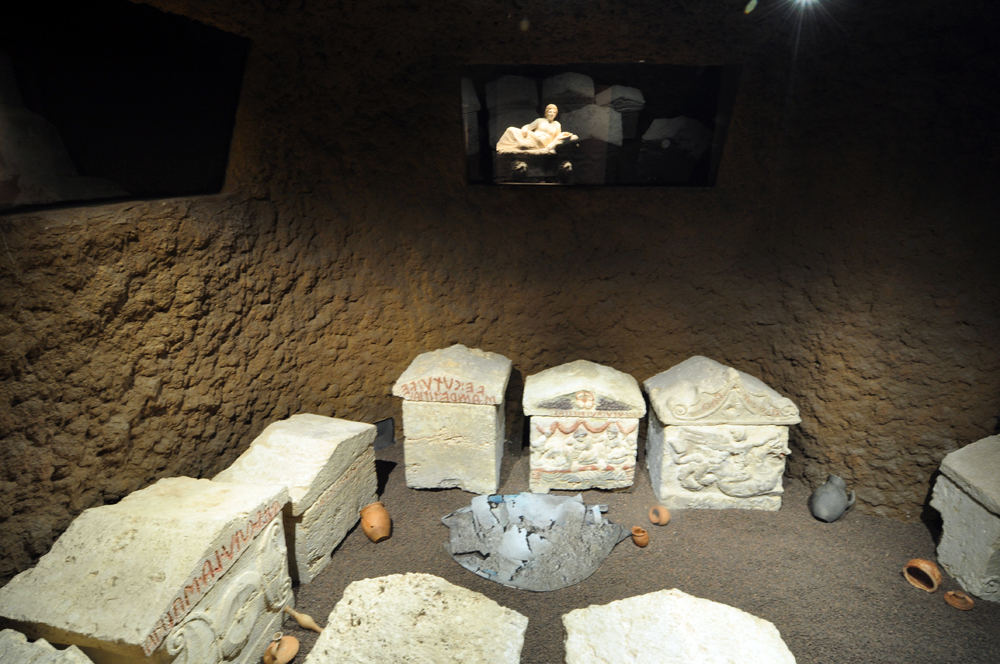
Rekonstruktion des Cutu-Grabmals aus dem 3. bis 1. Jahrhundert v. Chr.

Vom Chiostro aus erreicht man die unterirdisch angelegte Rekonstruktion der Tomba Cutu, ein Hypogäum, das 1983 unweit der etruskischen Mauern Perugias im Stadtteil Monteluce entdeckt wurde. Die entsprechenden Objekte werden so in einer annähernd identischen Umgebung ausgestellt; dazu gehören ein Sarkophag sowie 52 Urnen der Familie Cai Cutu.